# Francisco Cavero
Francisco de Borja Cavero y Álvarez de Toledo (Pau, 12 de enero de 1840 - Zaragoza, 29 de marzo de 1905) fue un militar carlista español.

## Biografía
Nació en Pau (Francia), en una familia zaragozana de la aristocracia exiliada tras la primera guerra carlista. Era hijo de Joaquín Florencio Cavero y Tarazona, conde de Sobradiel y barón de Lestosa, y de María Teresa Álvarez de Toledo y Palafox, baronesa de Castellví de Rosanes, pariente próxima de la emperatriz Eugenia.
Estudió la carrera militar. Antes de cumplir los 18 años fue destinado al regimiento de Caballería del Príncipe, 3.º de Coraceros.

### Desembarco de San Carlos de la Rápita
Desde este cuerpo pasó a servir de ayudante a las órdenes del general Ortega en Mallorca. Estuvo implicado en el desembarco carlista de San Carlos de la Rápita, para lo cual hizo repetidos viajes a la Península y al extranjero. Tras el fracaso de la sublevación, fue hecho prisionero junto con Ortega, y puesto en libertad en Tortosa en virtud de una amnistía general.
Antes de ser fusilado el general Ortega, este le habría pedido a Cavero que no revelase nunca a nadie los detalles de la sublevación de San Carlos de la Rápita ni de las personas reales, generales y demás personalidades implicadas, con las siguientes palabras:

«Muero por no hablar, y exijo de ti que si me sobrevives, que no lo creo, nunca digas de nadie si estaba o no comprometido, diciendo siempre que no lo sabes.»

### Tercera guerra carlista

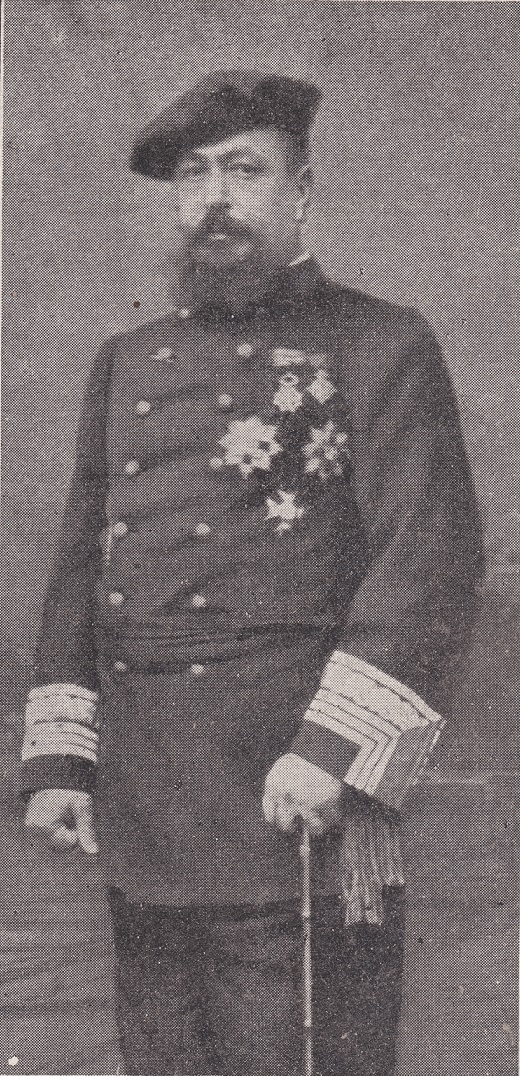
El General Francisco Cavero

El 29 de febrero de 1872 Francisco Cavero entró en campaña con el empleo de coronel a las órdenes del brigadier Pascual Aznar, alias «el cojo de Cariñena», y formaron una pequeña fuerza carlista que fue alcanzada por una columna liberal, recibiendo Cavero cinco balazos y cayendo prisionero. Fue conducido a Zaragoza y allí condenado a presidio y llevado a extinguir su condena a Santoña. Después de algún tiempo, fue canjeado y marchó al Norte, donde asistió a las acciones de Somorrostro, siendo herido nuevamente, y fue premiado con la placa del mérito militar. El entonces brigadier León Martínez Fortún y otros hablaron en favor de los hechos en combate de Cavero, y se le concedió la cruz laureada de San Fernando, que según el expediente habría merecido tres veces en la jornada de Santa Cruz de Nogueras.
En la batalla de Abárzuza fue otra vez herido y ascendido a brigadier. En la sorpresa de Lácar mandaba la división castellana. Cargó a pie y a caballo sobre el pueblo al frente de sus fuerzas, siendo el primero en penetrar en la localidad de Lácar al frente de la caballería carlista. Según la Gran Enciclopedia Aragonesa, fue en esta batalla en la que más se destacó Cavero.
En 1875, nombrado comandante general carlista de Castilla y jefe de la división aragonesa, libró las acciones de la Peña de la Complacera, que duró tres días, hasta ser rechazado el enemigo; y las de Carrasquedo y Mediana, donde después de un día de cargas consecutivas a la bayoneta tomó seis puestos fortificados con fuerzas inferiores a las de los liberales, haciéndoles muchos prisioneros, y cogiendo por su mano el caballo del capitán de artillería, además de aprehender dos cureñas y varios mulos de la artillería.
Después la guerra se tornó desfavorable a las armas carlistas. El general Cavero resistió a las fuerzas gubernamentales, superiores en número, que avanzaban en Abadiano, y más tarde en el Puente de Mendaro, que fue la última acción librada en la guerra. Finalmente se exilió en Francia con los restos del ejército del Norte.

### Militancia política

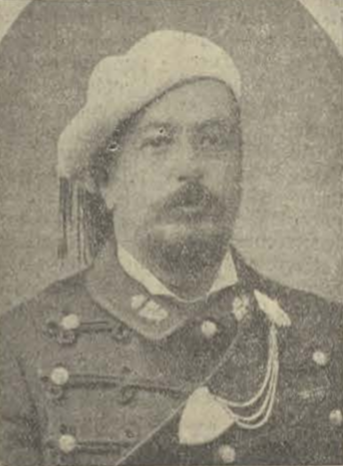
Francisco Cavero

Tras la guerra, Francisco Cavero se trasladó de nuevo a Zaragoza, donde fundó el diario tradicionalista El Intransigente (1884-1887).  En 1887 fue nombrado delegado de Don Carlos en Aragón, Cataluña, Murcia, Valencia y Castilla la Nueva, cargo que mantuvo hasta 1890. Durante su mandato, desautorizó a un número de periódicos carlistas considerados rebeldes, e impidió la apertura en Zaragoza de un casino carlista auspiciado por el Barón de Sangarrén, por considerar que fomentaba la división entre los legitimistas. Poco después fue ascendido por Don Carlos a teniente general.
Como jefe de la Comunión Tradicionalista de Aragón, estuvo implicado en la conspiración carlista de fin de siglo y en 1900 se reunió en Zaragoza con Salvador Soliva, autor intelectual de la intentona de Badalona.
Francisco Cavero falleció en su finca de Garrapinillos (Zaragoza) la madrugada del 29 de marzo de 1905. A su muerte, recibió varios elogios no solo de la prensa tradicionalista, sino también de la del campo liberal. La Correspondencia de España le dedicó un artículo titulado Muerte de un héroe, que calificaba a Cavero como «figura legendaria». La revista Blanco y Negro lo definió a su vez como «una de las figuras más caballerescas de nuestras guerras civiles».
Estuvo casado en primeras nupcias con Emilia Esponerá y Gallego y fue padre de Francisco Antonio Cavero y Esponerá, quien casó con Josefa Gorogoyen y Castellano. Recibió de Don Carlos los títulos de marqués de Lácar, conde de Carrasquedo y conde de Santa Cruz de Nogueras.